# Kabinett Charan Singh
Das Kabinett Charan Singh wurde in Indien am 28. Juli 1979 durch Premierminister Chaudhary Charan Singh von der Janata Party (Secular) (JNP (S)) gebildet. Es löste das Kabinett Desai ab und blieb bis zum 14. Januar 1980 im Amt, woraufhin es durch das Kabinett Indira Gandhi III abgelöst wurde. Der Regierung gehörten Minister der Janata Party (Secular), des Indian National Congress (Socialist) (INC(S)) und des Congress for Democracy (CFD) an.
Bei der vorgezogenen Parlamentswahl am 3. und 6. Januar 1980 erlitt Charan Singhs Partei, die sich mittlerweile in Lok Dal umbenannt hatte, aber auch die zuvor regierende JNP erdrutschartige Verluste und bekamen zusammen nur noch 72 der 525 Sitze in der Lok Sabha. Wahlsieger war der Indische Nationalkongress (INC) der früheren langjährigen Premierministerin Indira Gandhi, der 351 Mandate bekam und damit über eine komfortable absolute Mehrheit verfügt. Indira Gandhi wurde daraufhin abermals Premierministerin.

## Minister
Dem Kabinett gehörten folgende Minister an:
| Amt                                                               | Name                                           | Partei      | Beginn der Amtszeit            | Ende der Amtszeit                |
| ----------------------------------------------------------------- | ---------------------------------------------- | ----------- | ------------------------------ | -------------------------------- |
| Premierminister                                                   | Chaudhary Charan Singh                         | JNP (S)     | 28. Juli 1979                  | 14. Januar 1980                  |
| Stellvertretender Premierminister und Innenminister               | Yeshwantrao Balwantrao Chavan                  | INC (S)     | 28. Juli 1979                  | 14. Januar 1980                  |
| Außenminister                                                     | Shyam Nandan Mishra                            | JNP (S)     | 28. Juli 1979                  | 14. Januar 1980                  |
| Finanzminister                                                    | Hemwati Nandan Bahuguna Chaudhary Charan Singh | CFD JNP (S) | 28. Juli 1979 19. Oktober 1979 | 19. Oktober 1979 14. Januar 1980 |
| Verteidigungsminister                                             | C. Subramaniam                                 | JNP (S)     | 28. Juli 1979                  | 14. Januar 1980                  |
| Industrieminister                                                 | Kasu Brahmananda Reddy                         | INC (S)     | 30. Juli 1979                  | 27. November 1979                |
| Minister für Erdöl, Chemikalien und Eisenbahnen                   | T. A. Pai                                      | INC (S)     | 30. Juli 1979                  | 27. November 1979                |
| Minister für Stahl und Bergbau                                    | Biju Patnaik                                   | –           | 30. Juli 1979                  | 14. Januar 1980                  |
| Bildungsminister                                                  | Karan Singh                                    | INC (S)     | 30. Juli 1979                  | 14. Januar 1980                  |
| Minister für Gesundheit und Familienplanung                       | Rabi Ray                                       | JNP (S)     | 28. Juli 1979                  | 14. Januar 1980                  |
| Minister für Information und Rundfunk                             | Purushottam Kaushik                            | JNP (S)     | 30. Juli 1979                  | 14. Januar 1980                  |
| Minister für Handel und zivile Versorgung                         | Hitendra Kanaiyalal Desai                      | INC (S)     | 30. Juli 1979                  | 14. Januar 1980                  |
| Arbeitsminister                                                   | Fazlur Rahman                                  | JNP (S)     | 28. Juli 1979                  | 14. Januar 1980                  |
| Minister für Landwirtschaft und Bewässerung                       | Brahm Prakash                                  | JNP (S)     | 28. Juli 1979                  | 14. Januar 1980                  |
| Minister für öffentliche Arbeiten, Wohnungsbau und Rehabilitation | Ram Kinkar                                     | JNP (S)     | 28. Juli 1979                  | 14. Januar 1980                  |
| Kommunikationsminister                                            | Zulfiquarulla                                  | JNP (S)     | 28. Juli 1979                  | 3. Dezember 1979                 |
| Energieminister                                                   | K. C. Pant                                     | INC (S)     | 30. Juli 1979                  | 14. Januar 1980                  |
| Minister für Tourismus und Zivilluftfahrt                         | Mohamed Shafi Qureshi                          | INC (S)     | 30. Juli 1979                  | 14. Januar 1980                  |
| Minister für Recht und Justiz                                     | Hans Raj Khanna Syam Nath Kacker               | JNP (S)     | 28. Juli 1979 2. August 1979   | 2. August 1979 14. Januar 1980   |